# Ципьинский район
Ципьинский район (тат. Чепья районы) — бывший административный район Татарской АССР с центром в селе Ципья, существовавший в 1938—1958 годах.

## История
Ципьинский район был образован 4 августа 1938 года.
По данным на 1 января 1948 года в районе было 23 сельсовета: Арборский, Атнинский, Бурнакский, Верхне-Субашский, Дургинский, Комарово-Заводский, Кугунурский, Кургемский, Нуринерский, Пижмарский, Сардекский, Сизнерский, Смаильский, Средне-Кушкетский, Старо-Кушкетский, Старо-Турьинский, Старо-Ципьинский, Тюнтерский, Улисьялский, Ципьинский, Чутайский, Шишинерский и Шудинский.
8 мая 1952 года район вошёл в состав Казанской области Татарской АССР. 30 апреля 1953 года в связи с ликвидацией областей был возвращён в прямое подчинение Татарской АССР.
16 июля 1958 года Ципьинский район был упразднён, а его территория передана в Балтасинский район.

## Население
По данным переписи 1939 года, в Ципьинском районе проживал 24 851 человек, в том числе татары — 70,5 %, удмурты — 23,9 %, русские — 3,4 %, марийцы — 1,8 %.